# Ponte tibetano

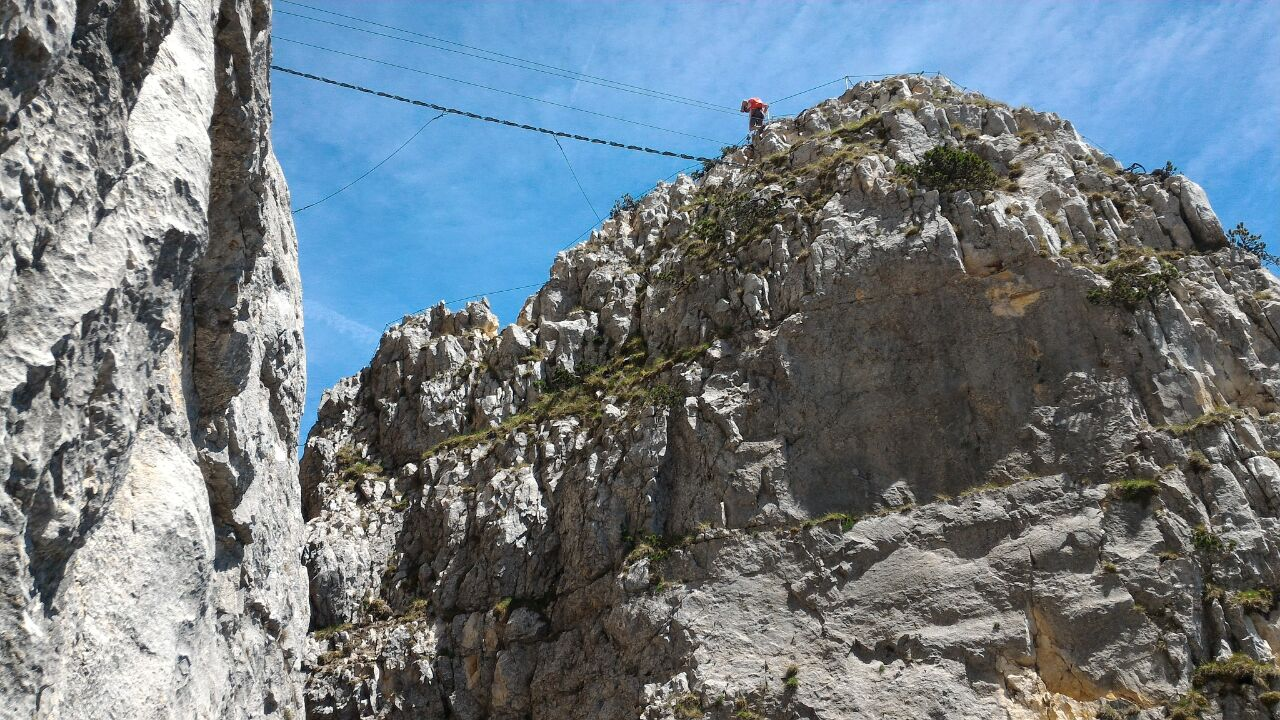
Un ponte tibetano lungo la via ferrata delle aquile

Il ponte tibetano è una struttura di collegamento costituita da una fune che ha funzione di passerella e da due funi/mancorrenti laterali, posti superiormente e distanziati da essa.

## Descrizione

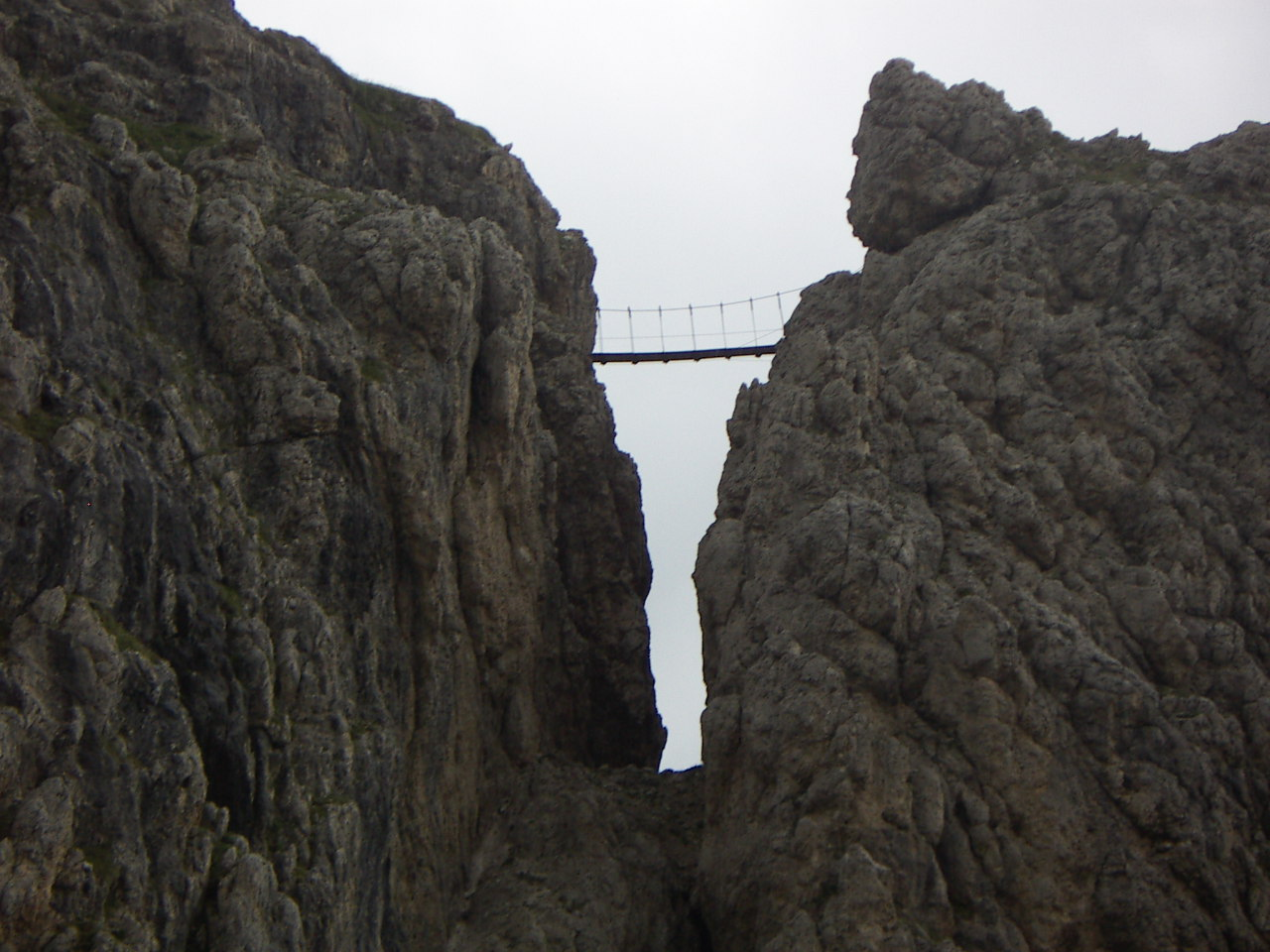
Un ponte tibetano lungo la ferrata Tridentina

Le tre funi, poste a triangolo, sono solidarizzate da stralli laterali distanziati l'uno dall'altro da 50 a 100 cm. 
In una tale struttura l'oscillazione è inversamente proporzionale al carico di tensione: più tese sono le funi, più stabile è il ponte, in quanto si riducono le oscillazioni laterali, in particolar modo nella sezione centrale.

## Record

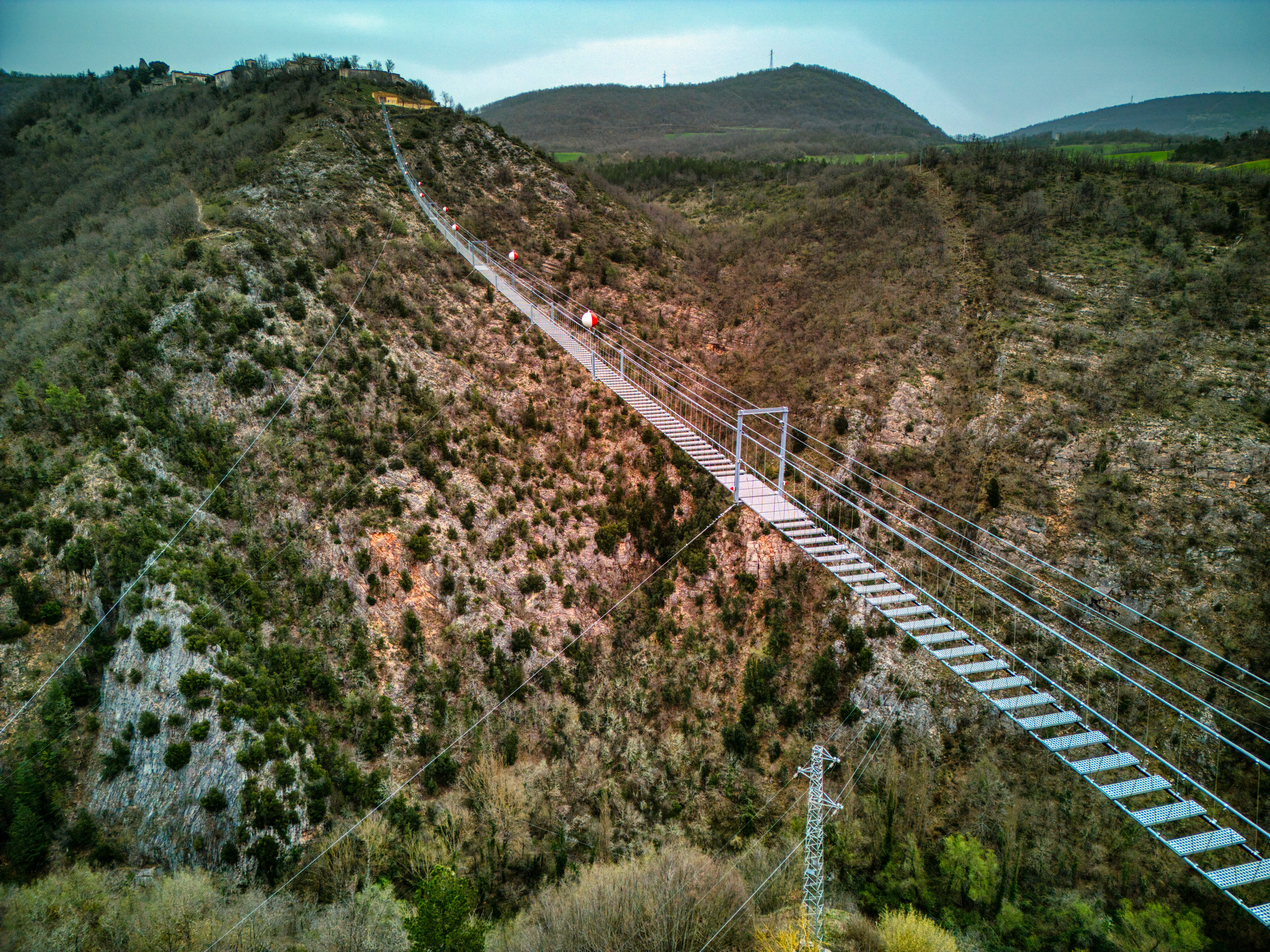
Dal 2024, il borgo Sellano è collegato al Castello di Montesanto tramite il nuovo ponte tibetano alto 175 m, che lo rende il più elevato d'Europa.

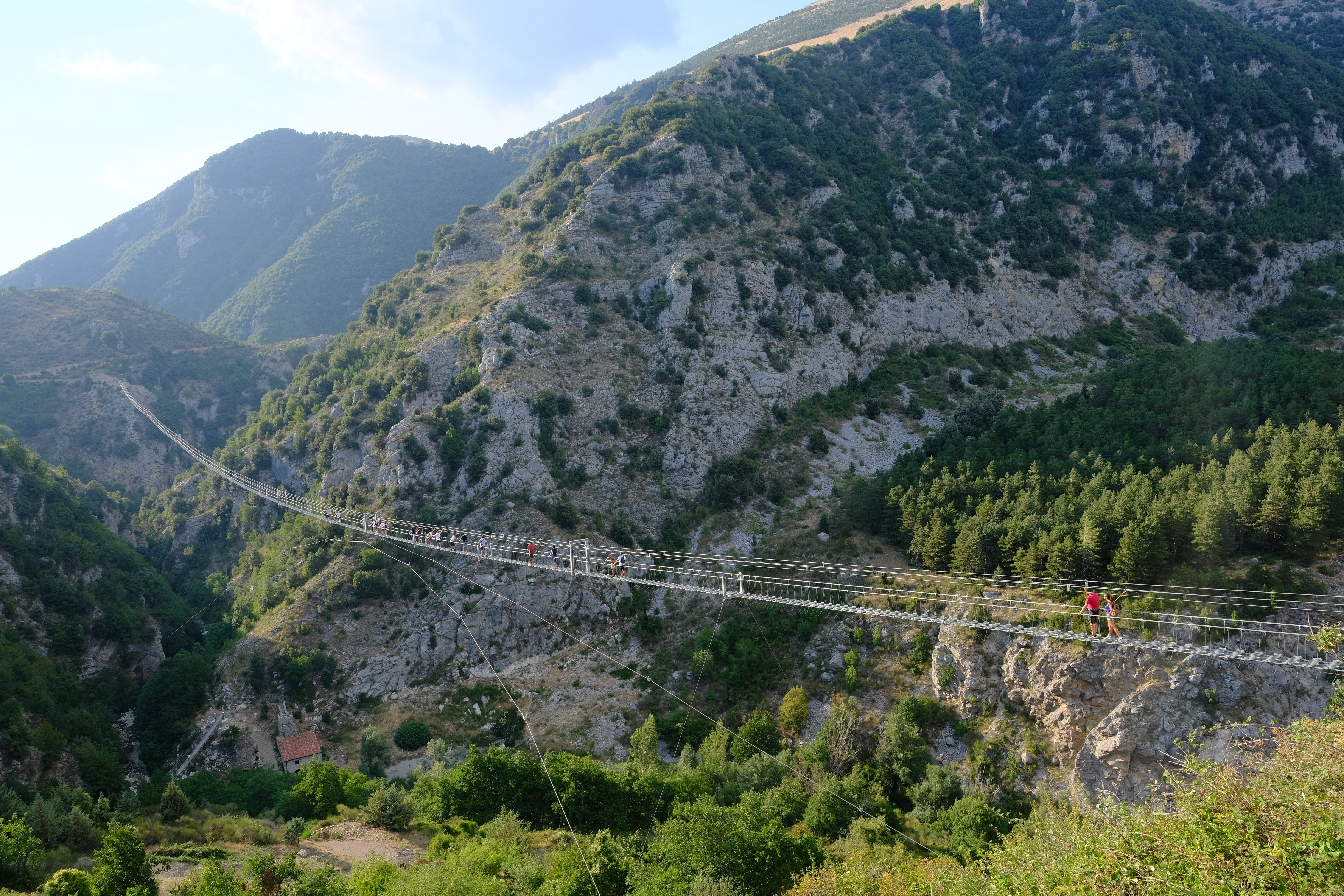
Ponte tibetano di Castelsaraceno, Basilicata

Secondo il libro del Guinness dei primati il ponte tibetano più lungo del mondo sarebbe quello costruito tra il promontorio di Santa Margherita a Procida e l'isolotto di Vivara. Il ponte, lungo 362 metri, fu realizzato tra il 2 e il 10 luglio 2001 utilizzando 40 tubi Innocenti, 40 morsetti, 34 picchetti di un metro e mezzo, 2.500 m di corda, 500 m di cavi d'acciaio, 1 trivella e 1 verricello. 
Tuttavia il Ponte tibetano Cesana Claviere risulta ancora più lungo (pubblicizzato come il più lungo del mondo) è stato costruito fra i comuni di Cesana Torinese e Claviere. La struttura è composta da un primo tratto di 70 m immediatamente seguito da un ponte sospeso della lunghezza di 408 m. Al quale è stato aggiunto un ulteriore tratto di 90 m per un totale complessivo di 560 m circa.
Nel settembre 2016 un nuovo ponte tibetano è stato aperto al pubblico nelle Prealpi vicentine presso Valli del Pasubio.
Nel luglio 2021 è stato inaugurato nel comune di Castelsaraceno (PZ) un ponte tibetano tra due parchi nazionali lucani che, con una lunghezza di 586 m, è stato il ponte tibetano più lungo al mondo, fino all'inaugurazione nel maggio 2022 dello Sky Bridge 721, in Repubblica Ceca, che attualmente detiene questo primato con i suoi 721 metri.
Fino al 2024, il record del ponte tibetano più alto d'Europa è stato detenuto da quello situato in Valtellina, sospeso a oltre 140 metri di altezza, ma dal 2024 questo record è stato battuto dal ponte tibetano che collega il centro abitato di Sellano (Umbria, Italia) alla piccola frazione montana di Montesanto (Valnerina). 

## Confronto con altri tipi di ponti
In alcuni contesti il termine "ponte sospeso semplice" non si riferisce a questo tipo di ponte ma piuttosto a un ponte sospeso che è "semplice" in quanto il suo impalcato (la struttura orizzontale che sorregge il piano viabile) non è irrigidito. Sebbene i due tipi di ponti siano simili sotto molti aspetti, differiscono nella loro fisica. Su un semplice ponte sospeso, i cavi (o catene) principali seguono una curva iperbolica, la catenaria. Questo perché i cavi principali sono liberi. Al contrario, su un ponte sospeso (semplice o meno) i cavi principali seguono una curva parabolica. Questo perché i cavi principali sono legati ad intervalli uniformi all'impalcato del ponte sottostante.
Le differenze tra queste due curve erano una questione di importanza nel XVII secolo, su cui lavorava Isaac Newton. La soluzione fu trovata nel 1691 da Gottfried Leibniz, Christiaan Huygens e Johann Bernoulli che derivò l'equazione in risposta a una sfida di Jakob Bernoulli. Le loro soluzioni furono pubblicate negli Acta Eruditorum del giugno 1691.
Un ponte a nastro teso (stressed ribbon bridge) ha anche una o più curve catenarie e un ponte posato sui cavi principali. A differenza di un semplice ponte sospeso, tuttavia, un ponte a nastro teso ha un impalcato rigido, solitamente dovuto all'aggiunta di elementi di compressione (lastre di cemento) posati sopra i cavi principali. Questa rigidità consente al ponte di essere molto più pesante, più largo e più stabile.
Un ponte sospeso auto-ancorante è un tipo di ponte sospeso in cui i cavi principali si attaccano alle estremità dell'impalcato, anziché direttamente a terra o tramite grandi ancoraggi.
Un ponte sospeso sotterraneo è un raro tipo di ponte sospeso sviluppato all'inizio del XIX secolo.

## Storia

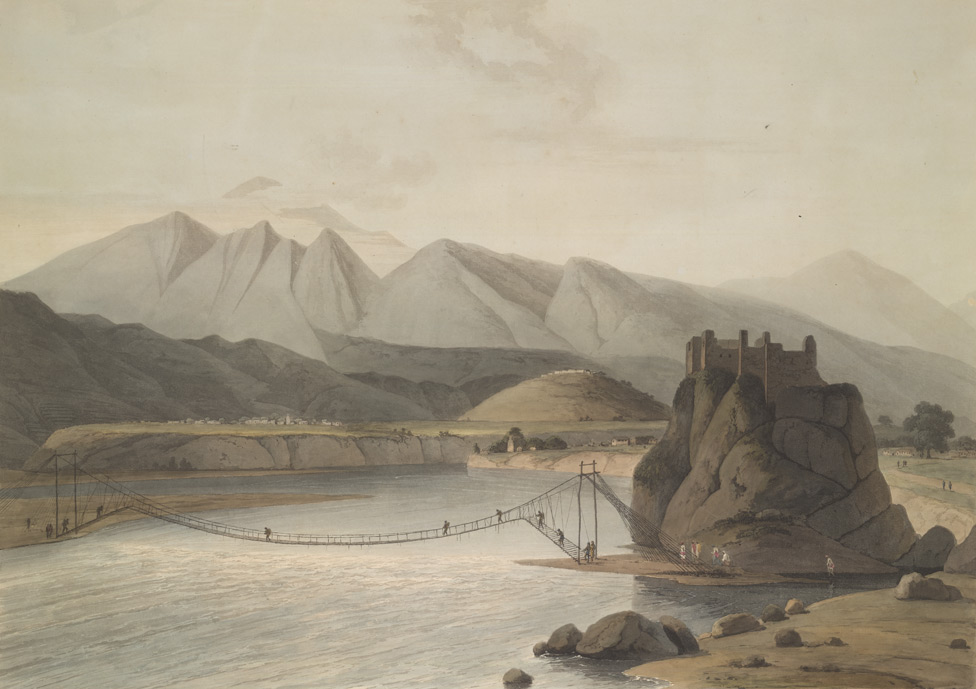
Ponte di corda del XVIII secolo a Srinagar, nel regno di Garhwal

Il ponte sospeso semplice è il più antico tipo conosciuto di ponte sospeso e, ignorando la possibilità di contatto transoceanico precolombiano, ci furono almeno due invenzioni indipendenti del ponte sospeso semplice, nella più ampia regione dell'Himalaya e in Sud America.
Il primo riferimento ai ponti sospesi compare nei documenti della dinastia Han sui viaggi delle missioni diplomatiche cinesi nei paesi ai margini occidentale e meridionale dell'Himalaya, vale a dire la catena dell'Hindukush in Afghanistan, e le terre di Gandhara e Gilgit. Si trattava di semplici ponti sospesi di tre o più cavi ricavati dalla vite, dove le persone camminavano direttamente sulle corde da attraversare. Successivamente si utilizzarono anche rivestimenti realizzati con assi appoggiate su due cavi.
Semplici ponti sospesi che utilizzano catene di ferro sono documentati anche in Tibet e in Cina. Un ponte nell'alto Yangtze risale al VII secolo. Molti sono attribuiti al monaco tibetano Thang Tong Gyalpo, che secondo quanto riferito ne costruì diversi in Tibet e Bhutan nel XV secolo, tra cui Chushul Chakzam e uno a Chuka. Un altro esempio, il ponte Luding, risale al 1703, si estende per 100 metri utilizzando 11 catene di ferro.
Lo sviluppo di ponti sospesi in funi metalliche risale al semplice ponte sospeso temporaneo di Annonay costruito da Marc Seguin e dai suoi fratelli nel 1822. Si estendeva per soli 18 metri. Tuttavia, i semplici progetti di ponti sospesi furono resi in gran parte obsoleti dall'invenzione e dal brevetto del XIX secolo del ponte sospeso di James Finley.

## Materiali

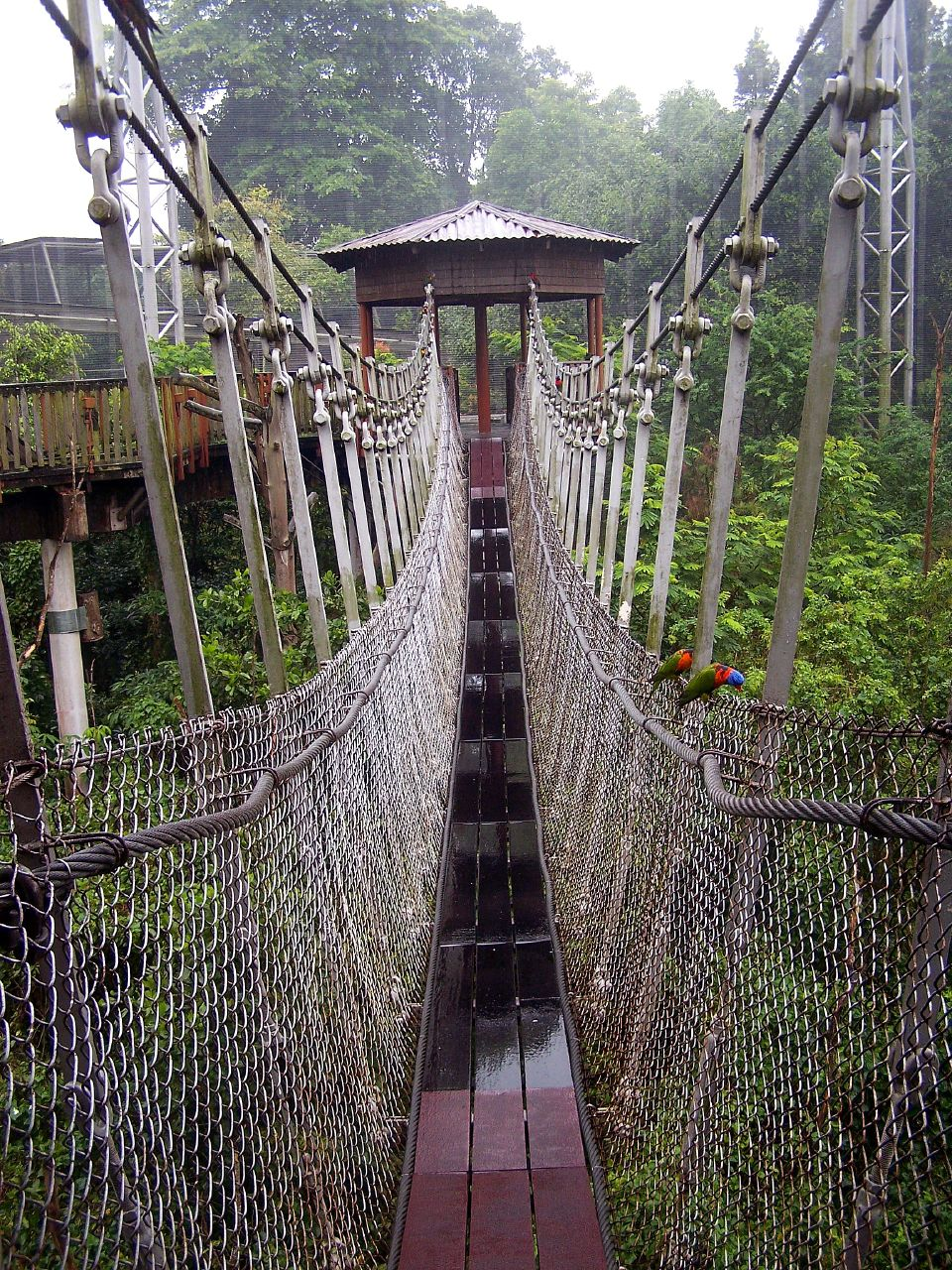
Jurong Bird Park - ponte tibetano fatto di corde

Il ponte tibetano è noto come costruito tipicamente da corde. I ponti di corda Inca sono ancora formati da materiali nativi, principalmente corde, in alcune aree del Sud America. Questi ponti di corde devono essere rinnovati periodicamente a causa della durata limitata dei materiali e i componenti delle corde sono realizzati dalle famiglie del luogo come contributo a uno sforzo comunitario.
Semplici ponti sospesi, per l'uso da parte di pedoni e bestiame, sono ancora costruiti, sulla base dell'antico ponte di corda Inca ma utilizzando funi metalliche e talvolta lastre a griglia in acciaio o alluminio, anziché in legno.
Nei ponti moderni, i materiali utilizzati al posto della corde (fibra) includono funi metalliche, catene e travi in acciaio articolate per scopi speciali.

### Ponti di radici viventi

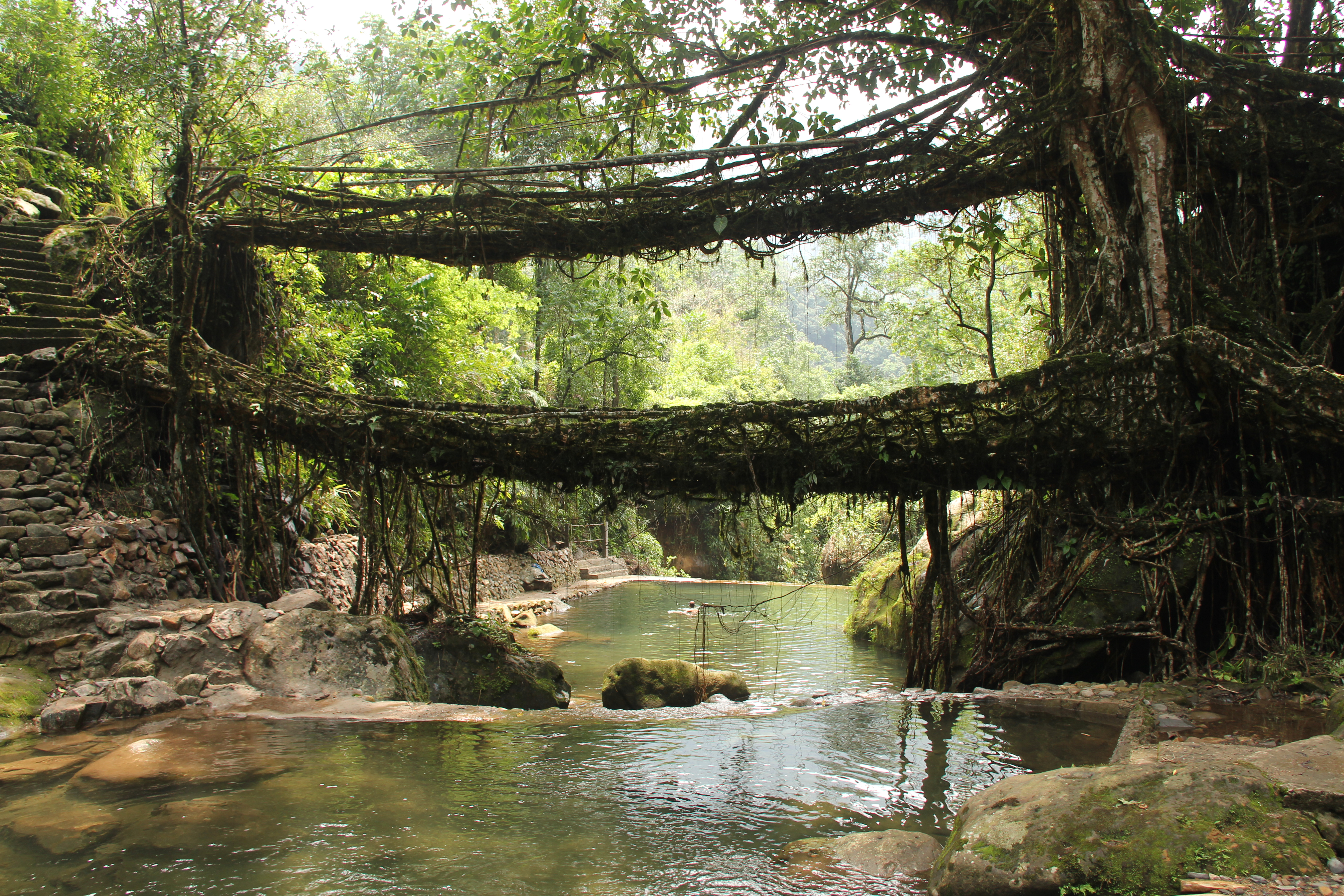
Ponti di radici viventi nel villaggio di Nongriat, Meghalaya

Nello stato indiano nord-orientale di Meghalaya, Khasi e Jaintia le popolazioni tribali hanno creato ponti di radici viventi, che sono una forma di modellatura degli alberi. Qui vengono realizzati semplici ponti sospesi modificando le radici della specie di albero di baniano Ficus elastica attraverso i corsi d'acqua. Ci sono esempi con una campata di oltre 170 piedi (52 m). Sono naturalmente auto-rinnovanti e auto-rafforzanti poiché le radici dei componenti diventano più spesse e si ritiene che alcune abbiano più di 500 anni.
Nella valle di Iya, in Giappone, sono stati costruiti ponti utilizzando viti di glicine. Per costruire un tale ponte, queste viti sono state piantate sui lati opposti di un fiume e intrecciate insieme quando sono cresciute abbastanza da coprire il divario. L'aggiunta di assi ha prodotto un ponte funzionale.

## Design
I ponti più leggeri di questo tipo sono costituiti solo da un'unica corda per consentire l'attraversamento poggiando i piedi sulla corda stessa. La camminata funambola e lo slackline richiedono abilità per essere messe in pratica, in quanto il ponte tibetano costituito solo da una corda viene attraversato solo se si è in possesso di molto equilibrio. Più comunemente, la fune destinata al camminamento è accompagnata da una o due funi di corrimano, collegate ad intervalli da funi laterali verticali. Questo stile è utilizzato dagli alpinisti ed è ampiamente utilizzato in Nuova Zelanda su percorsi pedonali di scialpinismo minori, dove gli esempi sono indicati come "ponti a tre fili". Una variante leggermente più pesante ha due corde che supportano il ponte, le quali fungono da corrimano. Esse sono necessarie perché questi ponti tendono ad oscillare da un lato all'altro e da un capo all'altro. Raramente la fune destinata al camminamento (ed eventualmente essa più il corrimano) è combinata con una fune aerea simile a una teleferica o una funivia.
In alcuni casi, come il ponte sospeso di Capilano, i supporti primari formano i corrimano con l'impalcato sospeso al di sotto di essi. Ciò comporta più movimento da lato a lato nel ponte rispetto a quando i supporti primari sono a livello del ponte, ma comporta meno movimento nei corrimano.
Gli svantaggi legati ai semplici ponti sospesi sono significativi. La posizione dell'impalcato è limitata, generalmente sono richiesti ancoraggi e moli massicci e il carico produce una deformazione dell'impalcato. Le soluzioni a questi problemi hanno portato a un'ampia varietà di metodi per irrigidire l'impalcato, creando molti altri tipi di ponte sospeso. Questi includono un ponte a nastro teso, che è strettamente correlato a un semplice ponte sospeso ma ha una struttura irrigidita adatta al traffico veicolare.
Un ponte molto leggero, costruito con cavi ad alta tensione, può avvicinarsi a un ponte sospeso nel grado quasi orizzontale del suo impalcato.
Il ponte può essere irrigidito dall'aggiunta di cavi che non sopportano i carichi primari strutturali o mobili e quindi può essere relativamente leggero. Questi aggiungono anche stabilità in caso di vento. Un esempio è il ponte lungo 220 metri (720 piedi) sul fiume Drac al Lac de Monteynard-Avignonet: questo ponte ha cavi stabilizzatori sotto e ai lati dell'impalcato.

Per ridurre il movimento di torsione causato dagli utenti, un ponte può utilizzare cavi verticali da ciascun lato al centro del ponte, ancorati al terreno sottostante.

In un semplice ponte sospeso l'impalcato giace sui cavi principali
In un ponte sospeso l'impalcato è trasportato sotto i cavi principali da "bretelle" verticali
Confronto di una catenaria (curva tratteggiata nera) e di una parabola (curva piena rossa) con la stessa campata e abbassamento.

## Uso
Il più leggero di questi ponti, senza piano di calpestio, è adatto all'uso esclusivo dei pedoni. Ponti leggeri con piano di calpestio e tensione sufficiente affinché l'attraversamento del ponte non si avvicini all'arrampicata, possono essere utilizzati anche da cavalli da soma (e altri animali), cavalieri e ciclisti. Percorrere un ponte più leggero di questo tipo a un'andatura ragionevole richiede un particolare passo lento e controllato, poiché il passo comune indurrà onde in movimento che possono far oscillare il viaggiatore su e giù o lateralmente. L'eccezione è un ponte stabilizzato, che può essere più stabile.
I semplici ponti sospesi hanno applicazioni nelle attività ricreative all'aperto. Sono una scelta popolare per i sentieri in cima agli alberi e, dove il terreno è adatto, per gli attraversamenti di torrenti. Possono essere progettati senza stabilizzazione in modo che il libero movimento del ponte fornisca un'esperienza più emozionante per l'utente.
In francese, un semplice ponte sospeso rudimentale è conosciuto con uno dei tre nomi, a seconda della sua forma: pont himalayen ("ponte himalayano": un'unica fune e corrimano su entrambi i lati, di solito senza un ponte); pont de singe ("ponte delle scimmie": una corda per i piedi con corda aerea); e tyrolienne ("tirolese": una teleferica). Le teleferiche possono essere attraversate appendendosi sotto o camminate (da persone con particolare equilibrio). Una versione più evoluta del pont himalayen, provvista di un ponte tra una coppia di cavi principali, è nota come passerelle himalayenne ("passerella himalayana"). Esempi di questo tipo includono due ponti a Lac de Monteynard-Avignonet nelle Alpi francesi; questi ponti sono eccezionalmente lunghi.

## Galleria d'immagini

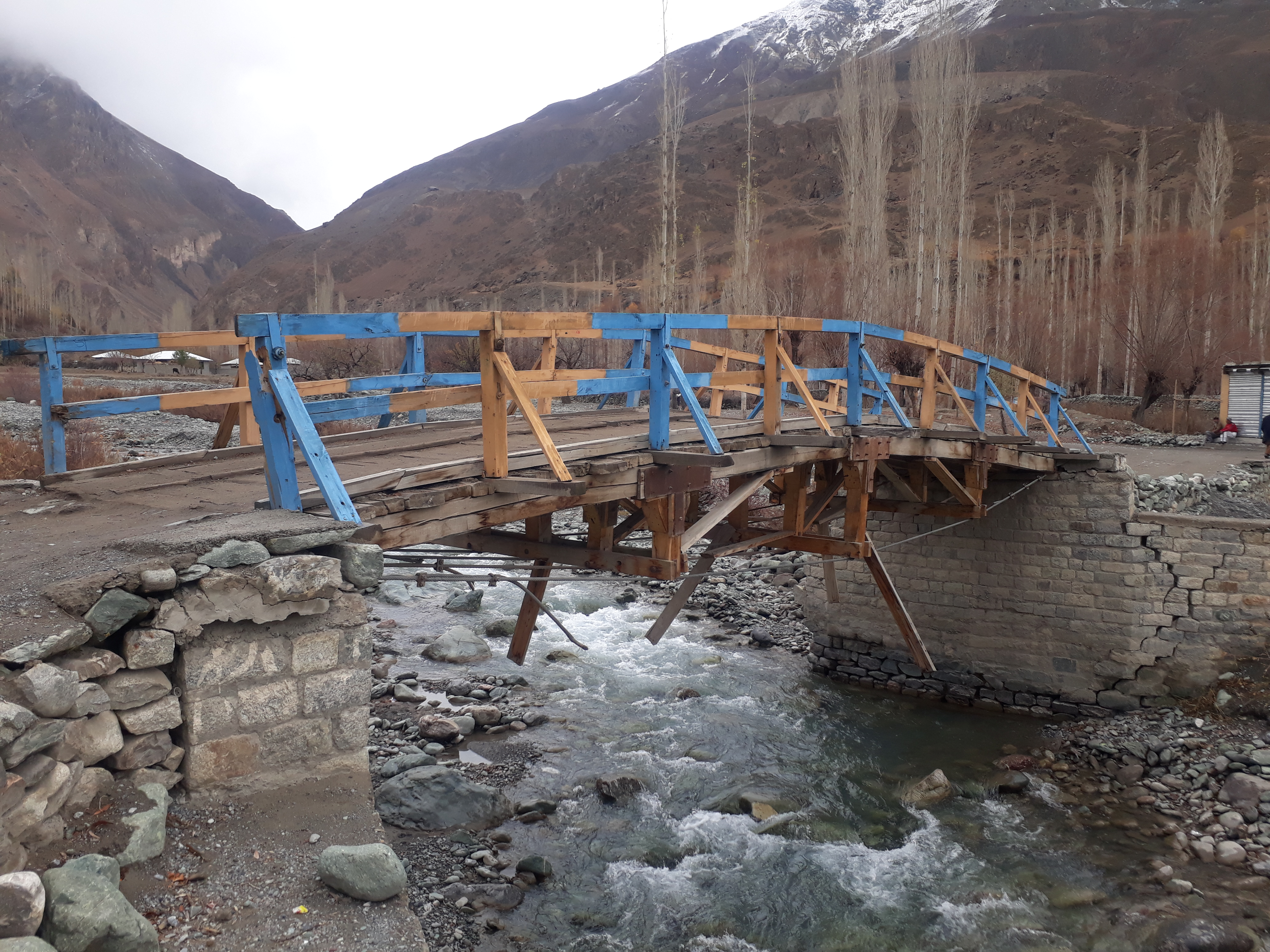
Ponti tibetani realizzati su brevi distanze
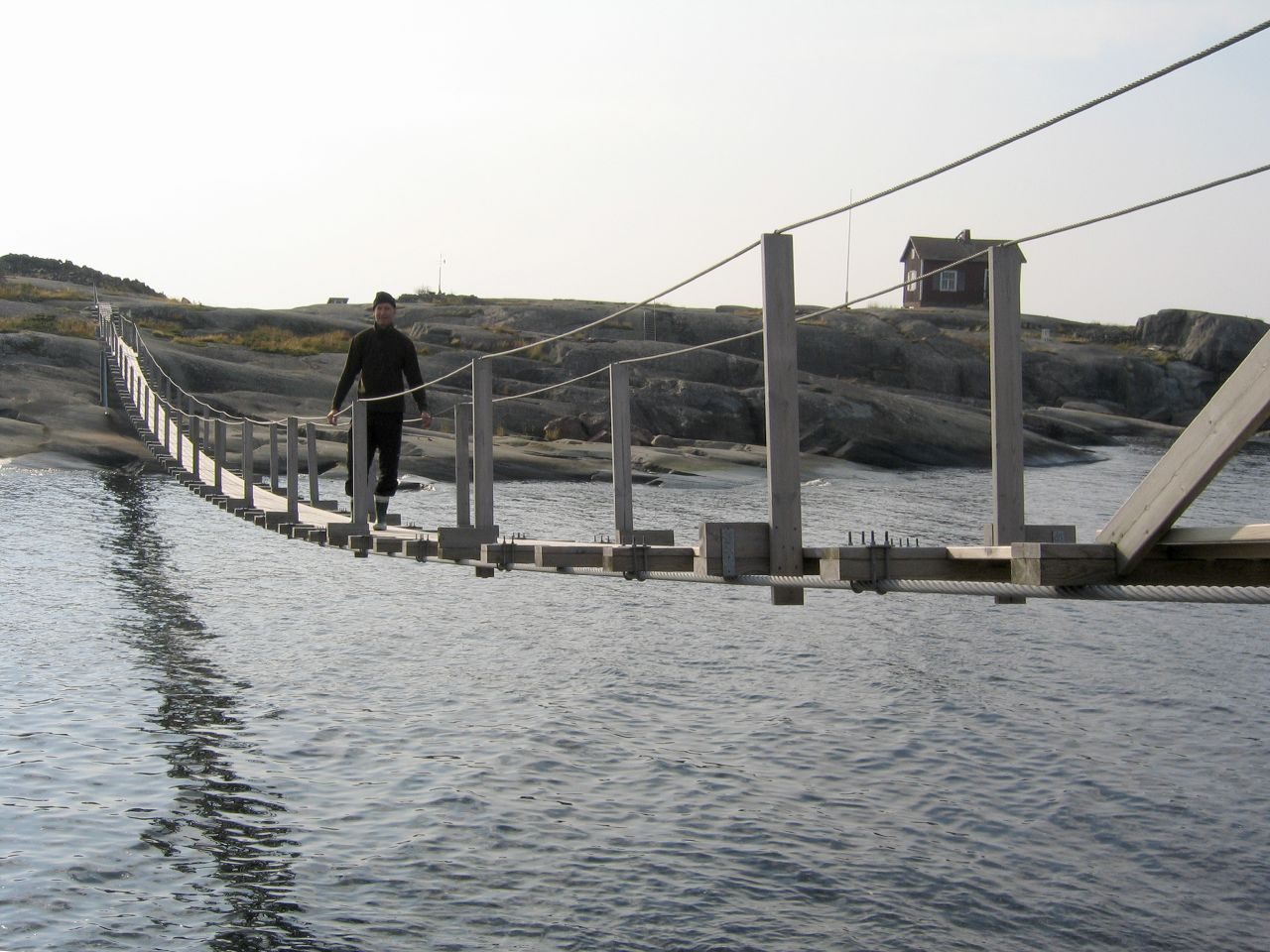
Una semplice passerella sospesa in Finlandia
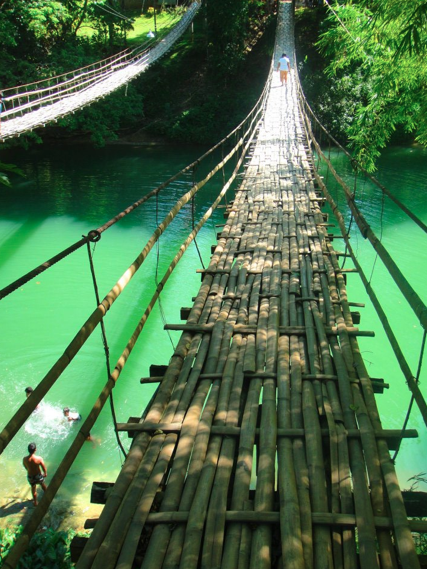
Un semplice ponte sospeso a Bohol, nelle Filippine
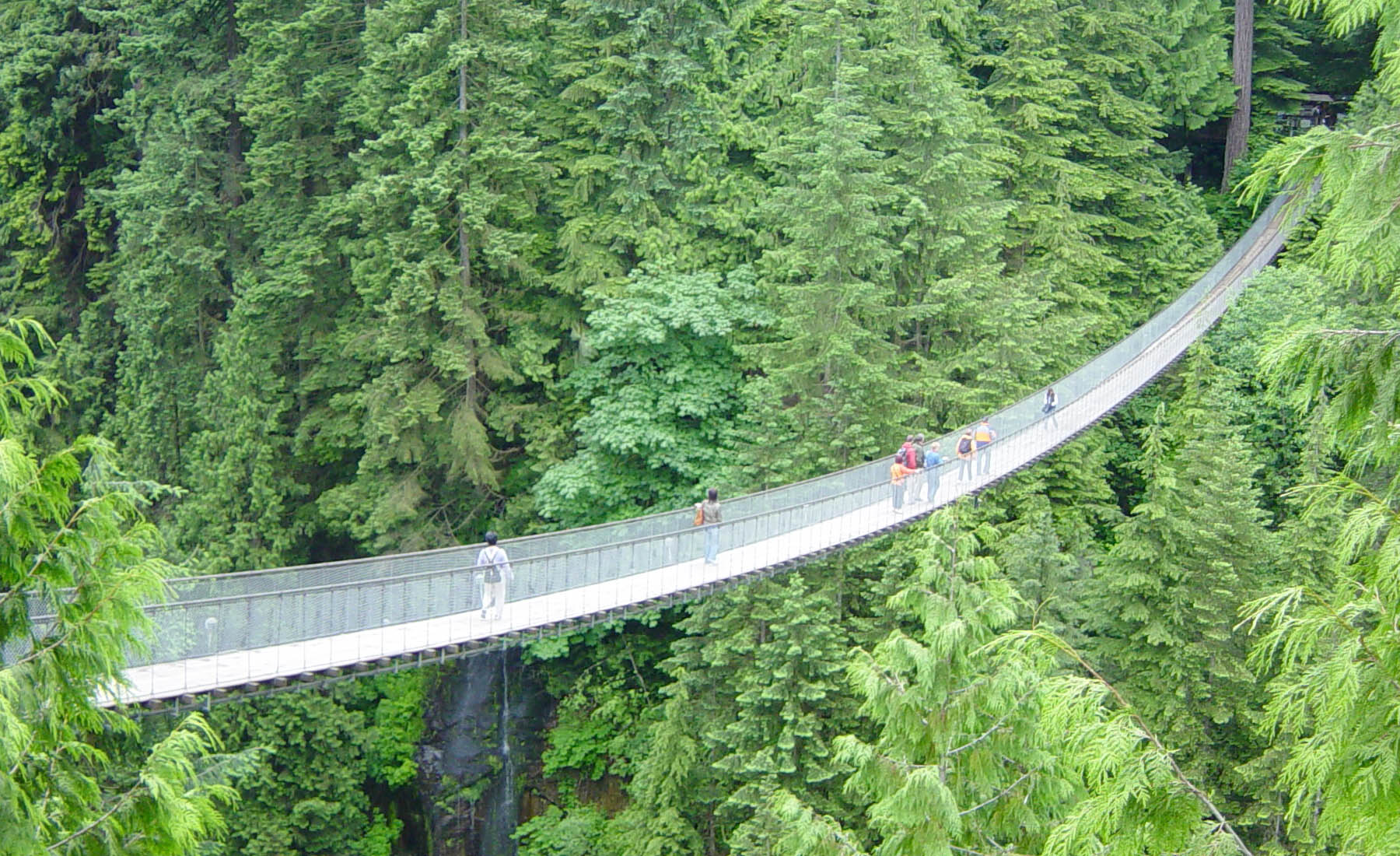
Ponte sospeso di Capilano, sorretto dai cavi del corrimano
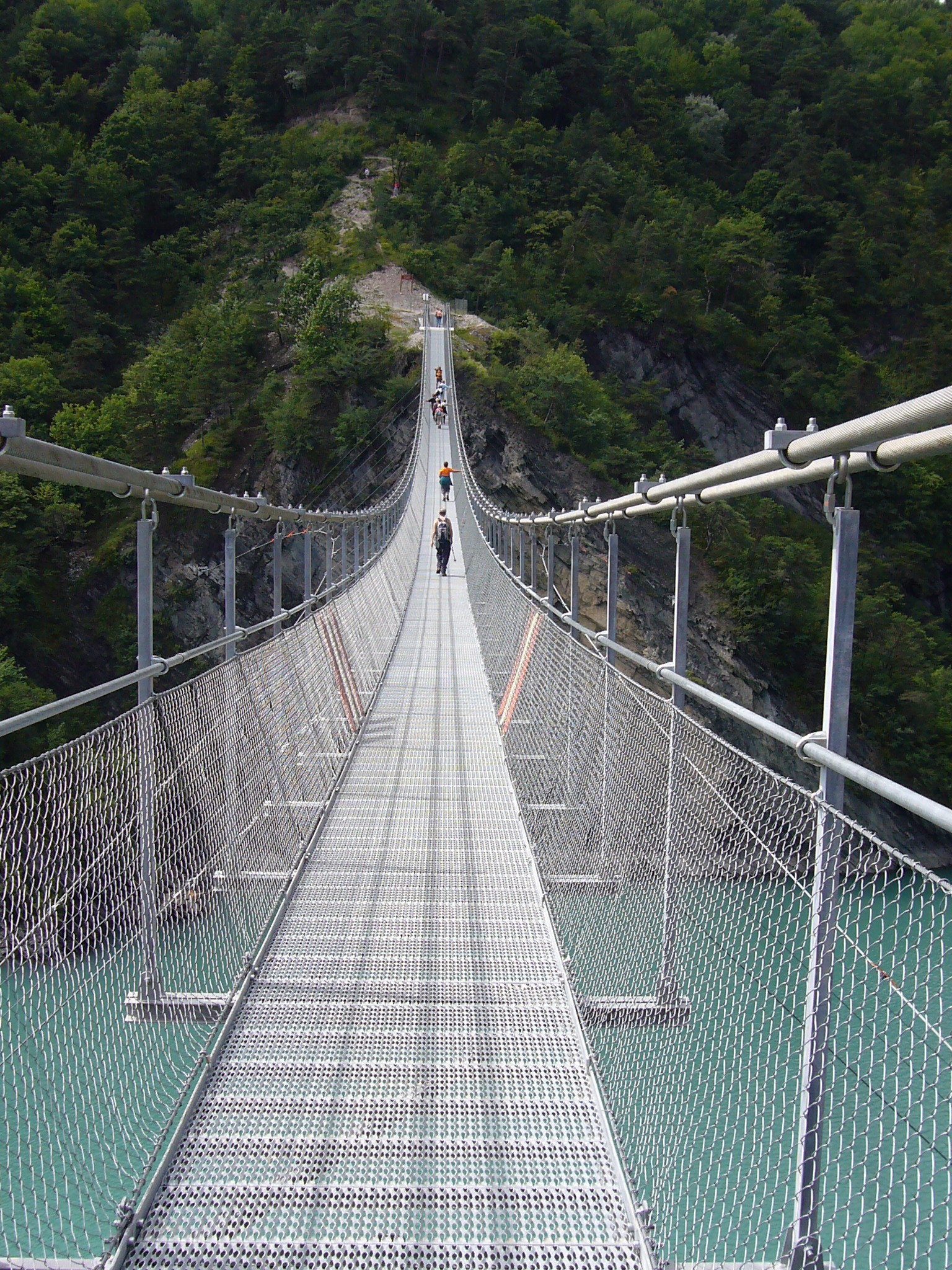
Ponte Drac al Lac de Monteynard-Avignonet
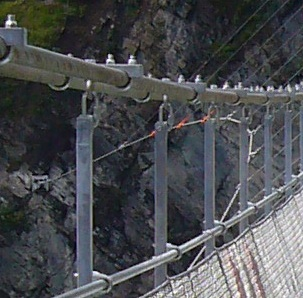
Primo piano del ponte Drac, che mostra i cavi stabilizzatori
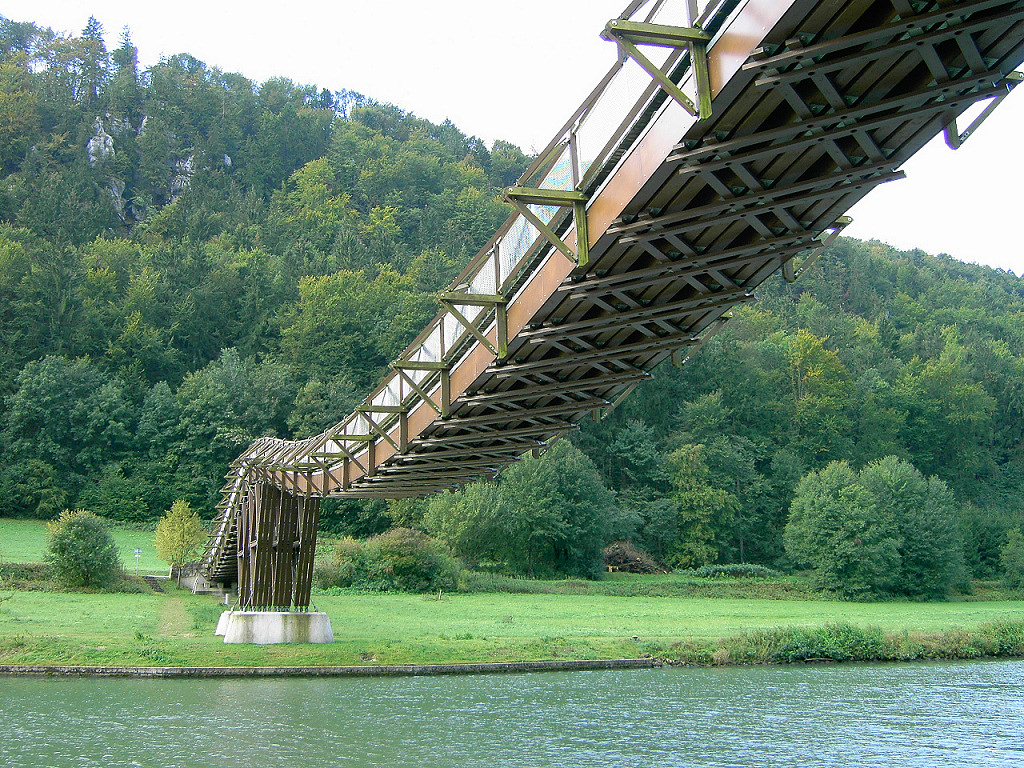
Un ponte pedonale a nastro teso (stressed ribbon bridge) vicino a Essing, che utilizza un ponte fabbricato
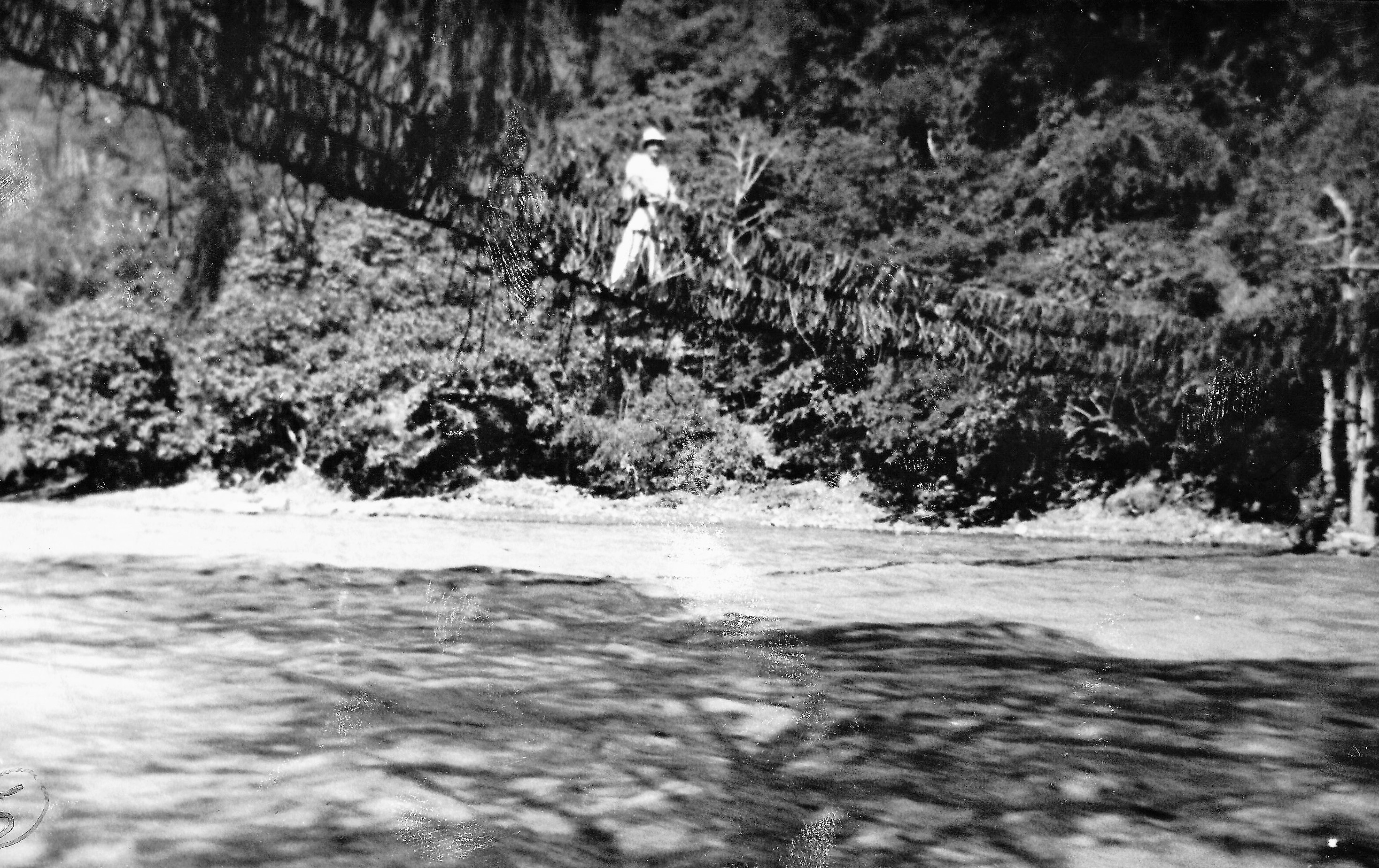
1952, ponte sospeso sul fiume Cuanana, Yosondua, Oaxaca, Messico

## Ponti tibetani in Italia
- Via ferrata delle aquile
- Ponte Cristallo
- Ponte sospeso delle Ferriere
- Ponte tibetano Cesana Claviere
- Ponte tibetano Cascata Ragaiolo
- Ponte Tibetano AVIS Valli del Pasubio